# Brucea antidysenterica
Brucea antidysenterica är en bittervedsväxtart som beskrevs av J. F. Mill.. Brucea antidysenterica ingår i släktet Brucea och familjen bittervedsväxter. Inga underarter finns listade i Catalogue of Life.